# Constantin Chauvin
Constantin Marie Joseph Chauvin, né le 15 septembre 1859 à Cossé-le-Vivien (Mayenne), décédé le 17 mars 1930 à Vernon (Eure), était un évêque catholique français, évêque d'Évreux de 1920 à 1930.

## Biographie

### Prêtre
Il est ordonné prêtre pour le diocèse de Laval. Comme professeur d'Écriture sainte au séminaire de Laval, il met en garde contre les écrits d'Alfred Loisy, coupable selon lui d'agnoétisme, doctrine qui attribue à l'intelligence humaine de Jésus des ignorances ou des incertitudes bien que lui-même hésite sur le fait de savoir s'il s'agissait d'une hérésie proprement dite.

### Évêque
Élu évêque d'Évreux le 30 juillet 1920 par le pape Benoît XV, il est consacré évêque le 28 octobre 1920 par Eugène Grellier, évêque de Laval. Venu de la Mayenne profondément religieuse, il eut à cœur de travailler à ressusciter la foi solide d'autrefois dans l'Eure.
Il meurt en fonction, alors qu'il était pour quelques jours en repos chez les sœurs de Jésus-au-Temple de Vernon (plus connues sous le nom de « Sœurs bleues de Vernon »").

### Œuvres
- Leçons d'introduction générale théologique, historique et critique aux Divines Ecritures, 1998, sur Archive
- La Bible : ses origines jusqu'à nos jours Tome 1 : "Chez les Juifs", 1900 ;  et Tome 2 : "Dans l'Eglise catholique", 1900 ; sur Gallica
- Le procès de Jésus Christ, 1904 ; sur Gallica
- Au Golgotha, ou les derniers moments de Jésus, 1901 ; sur Gallica
- Jésus Christ est-il ressuscité ?, 1901 ; sur Gallica